# Kendra Wilkinson
Kendra Leigh Wilkinson née le 12 juin 1985 à San Diego, plus connue sous son nom de naissance Kendra Wilkinson, est un mannequin et vedette télévisée américaine, notamment célèbre pour apparaître dans Les Girls de Playboy (The Girls Next Door) avec Bridget Marquardt, Holly Madison et Hugh Hefner. Entre 2009 et 2011, sa propre émission de télé-réalité appelée Kendra  était diffusée sur E!. Depuis juin 2012, WE tv diffuse une seconde émission de télé-réalité basée sur sa vie : Kendra on Top. Depuis 2021, Kendra Wilkinson a entrepris une nouvelle carrière en tant qu'agent immobilier en Californie.

## Biographie
Née à San Diego, Californie, issue d'une famille d'origine anglaise, irlandaise et ukrainienne, Kendra est l'aînée de deux enfants, elle a un frère nommé Colin.
Sa mère, Patti, est originaire du New Jersey.
Son père, Eric, a quitté le domicile alors qu'elle n'avait que quatre ans. Sa grand-mère se nomme Mary. Kendra a grandi à Clairemont, une banlieue de classe moyenne de San Diego et a fait ses études au lycée de Clairemont, où elle obtint son baccalauréat en 2003.
Elle a été membre de l'équipe de soft ball les « Clairemont Bobby Sox » durant 6 ans et elle a été majorette pour les Aigles de Philadelphie.
Kendra a écrit sa première autobiographie, Sliding into Home, publiée en 2010 ayant pour thèmes sa jeunesse, son addiction aux drogues ainsi que sa vie au Manoir Playboy.
Elle a rejoint le casting de la douzième saison de l'émission américaine Dancing with the Stars avec Louis Van Amstel, elle a été éliminée lors de la septième semaine.
À partir de 2021, Kendra Wilkinson a commencé sa carrière en tant qu'agent immobilier pour l'agence Douglas Elliman en Californie, desservant les régions de Malibu, Calabasas, Santa Monica et Beverly Hills. 
En parallèle à son travail chez Douglas Elliman, Kendra Wilkinson a également été impliquée dans la production de l'émission "Kendra Sells Hollywood" en collaboration avec Amazon Prime Studio. Cette série met en lumière son parcours professionnel en tant qu'agent immobilier et offre un aperçu des coulisses de l'industrie immobilière à Hollywood.

### Vie privée
De 2005 à 2009, Kendra a été l'une des trois petites amies de Hugh Hefner, au côté de Holly Madison, petite amie numéro 1 et Bridget Marquardt. Leur vie était présentée dans la sérié télévisée Les Girls de Playboy (The Girls Next Door). À noter qu'aucune des trois n'est devenue « Playmate » du magazine.
Kendra s'est mariée le 27 juin 2009 avec le joueur de football américain Hank Baskett. La cérémonie a eu lieu au manoir Playboy à Los Angeles. Leur fils, Hank Baskett IV, est né à Indianapolis, le 11 décembre 2009. Le second enfant du couple, une petite fille prénommée Alijah Mary, est née le 16 mai 2014. Le 6 avril 2018, elle demande le divorce à Hank Baskett, cherchant à retrouver son nom de jeune fille dans la foulée,.

## Filmographie

### Cinéma
- 2006 - Scary Movie 4  : Blonde #3
- 2008 - Super Blonde : Elle-même
- 2013 - Scary Movie 5 : Esclave de Christian Grey

### Télévision
- 2005 - Las Vegas (S2.Ep14) : Mystique Waitress
- 2005 - Entourage (S2.Ep3) : Elle-même
- 2005 - Larry et son nombril (S5.Ep6) : Elle-même
- 2009 - Hôpital central (Ep11376) : Elle-même
- 2009 - How I Met Your Mother (S4.Ep12) : Elle-même

## Télé-réalité
- 2005 à 2009 : Les Girls de Playboy : elle-même
- 2009 à 2011 : Kendra (en) : elle-même
- 2011 : Dancing with the Stars : Elle-même, saison 12
- 2012-présent : Kendra on Top : elle-même
- 2013 : Splash US : elle-même, saison 1
- 2014 : I'm a Celebrity... Get Me Out of Here ! : elle-même, saison 14
- 2017 : Marriage Boot Camp: Reality Stars, Family Edition : elle-même, Saison 08